# Hisayama
Hisayama (久山町, Hisayama-machi) est un bourg du district de Kasuya, dans la préfecture de Fukuoka, au Japon.

## Géographie

### Démographie
Au 1er août 2014, la population de Hisayama s'élevait à 8 296 habitants répartis sur une superficie de 37,43 km2.